# Яруново
Яруново — деревня в Вологодском районе Вологодской области.
Входит в состав Новленского сельского поселения (с 1 января 2006 года по 8 апреля 2009 года входила в Вотчинское сельское поселение), с точки зрения административно-территориального деления — в Вотчинский сельсовет.
Расстояние до районного центра Вологды по автодороге — 92 км, до центра муниципального образования Новленского по прямой — 26 км. Ближайшие населённые пункты — Петраково, Кривякино, Беглово, Осташево.
По переписи 2002 года население — 4 человека.

## Знаменитые уроженцы
- Александр Клубов (1919—1944) — советский ас, участник Великой Отечественной войны, лётчик-истребитель, дважды Герой Советского Союза.
- Омеличев, Бронислав Александрович (род.1935) — советский военачальник, генерал-полковник.